# Zoroastrismo en Sichuan
Con el término zoroastrismo en Sichuan se hace referencia a la presencia histórica del zoroastrismo en la provincia de Sichuan, que forma parte del sudoeste de China actual. El profesor japonés Kiichirō Kanda fue el primer erudito en advertir la presencia del zoroastrismo en la Sichuan medieval, o Yichow, como se la conocía oficialmente desde la Antigüedad tardía hasta la Alta Edad Media, pero a la que popularmente se denominaba Shu, en honor a la primera entidad política de esta región, el antiguo reino de Shu. Kanda creía que el zoroastrismo era popular en la región durante la dinastía Tang (618–907), después de enterarse de las canciones festivas de los magos presentes en la música folclórica yuefu de Kuechow, y de leer una entrada titulada «La princesa [de Shu]» de la enciclopedia Investigaciones ampliadas de la sala de la montaña (siglo XVI), en 1928. Cincuenta años más tarde, el erudito hongkonés Jao Tsung-I confirmó la existencia de templos zoroástricos en Sichuan durante la dinastía Song (960–1279) en su artículo «Investigación de las canciones festivas de los magos». Eruditos contemporáneos como Li Guotao y Hou Hui han investigado los vínculos entre ciertas deidades zoroástricas y Erlang Shen, también conocido como el Señor de Sichuan; así como la investigación más exhaustiva de Yao Chongxin sobre el tema.

## Contexto: los iranios en la región de Shu

### Shu y las viejas rutas comerciales
La exportación de mercancías desde Shu fue confirmada por Zhang Qian (175 a. C. – 114 a. C.), un enviado imperial a Asia Central. Según el capítulo de «Descripción de Dayuan» de las Memorias históricas, el enviado visitó Daxia (i.e., Bactriana) y se sorprendió al encontrar en el Reino grecobactriano dos productos típicos de Shu—su brocado y su bastón de bambú de Qiong (Qiongzhuea tumidissinoda). Zhang Qian concluyó que debía existir en el sur una ruta comercial directa desde Shu hasta la India, porque las rutas del norte estaban entonces en manos de los qiang y los xiongnu.
Li Ruizhe ha propuesto que ya existían comercios privados entre Bactriana y Shu antes del viaje de Zhang Qian a Asia Central, aunque no hay evidencia directa de la entrada de los comerciantes bactrianos en Shu. No se puede descartar que una parte de las mercancías las obtuvieran los bactrianos de la India mediante el comercio de tránsito. Sin embargo, no es imposible que estos bactrianos allanaran el camino para los comerciantes sogdianos.

### Sogdianos

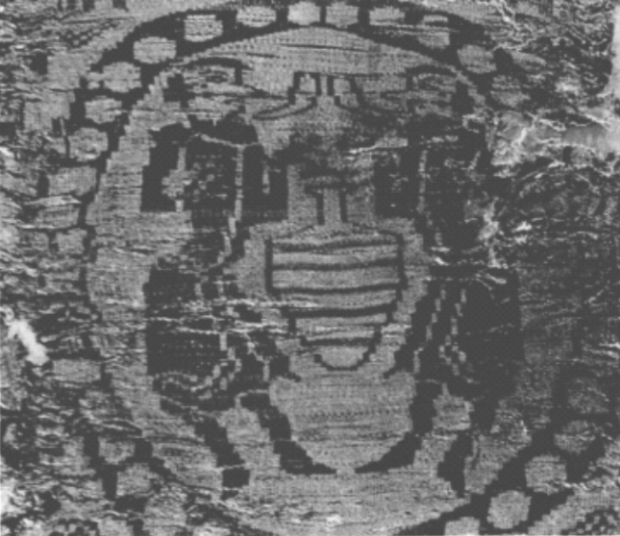
Escena de bebida que involucra a dos bizantinos o centroasiáticos en «ronda sogdiana». Brocado sichuanés, siglos –.

Los inmigrantes sogdianos llegaron a Yichow ya en la época de Shu Han (221–263) y florecieron durante la dinastía Liang (502–557). Esto pudo haber llevado al establecimiento de colonias sogdianas en las cercanías de Chengdu en el siglo VI. Aparte de Sogdiana, las tierras de origen de los sogdianos de Yichow también pueden incluir varios reinos en las Regiones del Oeste, a saber, Chalmadana, Charklik, Jotán, Kroraïna, Qocho y el cercano estado independiente de facto de Dunhuang de los Guiyi. Su viaje probablemente empezó en las Regiones del Oeste, pasó por Tuyuhun, Songchow y descendió más al sur hasta llegar a Chengdu. También hubo sogdianos nacidos en Zhongyuan que se trasladaron hacia el oeste hasta Yichow, pero el número fue insignificante.
He Chou y su tío He Tuo fueron quizás los sogdianos más conocidos de Yichow durante los siglos VI y VII. La familia He se estableció en Pidu y se volvió extremadamente rica gracias a los negocios, lo que les valió el apelativo de «la gran familia de comerciantes de las regiones del oeste». He Chou era el jefe de los talleres de Shu que producían sedas al «estilo occidental». Había amasado una considerable fortuna gracias a su habilidad para tejer seda con hilo de oro, una técnica que se decía que provenía del Imperio bizantino. Más tarde fue ascendido a jefe del guardarropa imperial en la dinastía Sui (581–618).
Se ha confirmado la existencia de colonias sogdianas en Chengdu en la época de la dinastía Tang (618–907). También hay testimonios de templos sogdianos durante este período. Según Étienne de la Vaissière, «Baghshūr» puede ser el nombre sogdiano de la región de Chengdu. Baghshūr significa «estanque de agua salada» y este topónimo está atestiguado cerca de Merv. Pero no muy lejos de Chengdu se encuentran los grandes pozos de agua salada de la cuenca de Yangtsé.
En el epitafio de An Shi desenterrado en Luoyang, se relata que el sogdiano An Shi sirvió como comandante de la guardia de la mansión de Li Yin (c. 621–667), el cuarto príncipe de Shu de la dinastía Tang, aparentemente heredando la tradición sogdiana de ocupar puestos militares.
Hua Jingding (fl. siglo VIII), un oficial con el rango de general del estandarte de Yichow occidental, fue una figura militar famosa de su época. Su reputación es evidente en el poema de Du Fu titulado «Una canción para el señor Hua escrita de manera lúdica»: «Entre los feroces generales de Chengdu está nuestro señor Hua. Los niños que están aprendiendo a hablar conocen su nombre. Actúa como el águila veloz, como un fuego avivado por el viento. Sólo cuando ve muchos enemigos su cuerpo se vuelve ligero». De acuerdo con la práctica sogdiana de adoptar el nombre de su país de origen como apellido chino, Hua (pronunciación en chino medio: Hwaɨ) indica que la tierra ancestral de la persona es Hwa-zim, es decir, Khwarazm o Corasmia en su forma griega.
El budismo y el zoroastrismo eran las religiones predominantes entre los sogdianos de Yichow. Shi Daoxian y Shi Mingda, originarios de Kangju, se convirtieron en conocidos sramanas después de establecerse en Yichow en el siglo VI. Shi Shenhui, originario de Chach, se convirtió en uno de los representantes de la escuela de Baotang del budismo chan en Chengdu durante la dinastía Tang.
Aunque no se han encontrado ningún zoroástrico con nombre en las fuentes existentes, la difusión del zoroastrismo en la región de Shu puede atestiguarse por la popularidad de las canciones festivas de los magos y la existencia del templo zoroástrico de Guankou en la época de los reinos de Shu anterior (907–925) y Shu posterior (934–965). Además, Guankou era una zona que limitaba con Pidu, donde se estableció la susodicha familia He. Sin embargo, el zoroastrismo puede haber sido introducido en Shu mucho antes del siglo X. Según el epitafio del sartpaw zoroástrico An Jia (518–579), su padre An Tujian sirvió como gobernador de la prefectura de Mei en el oeste de Yichow.

### Persas

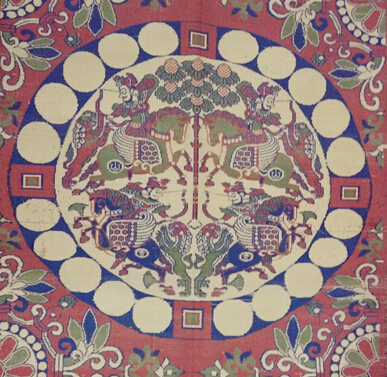
Escena cinegética de jinetes sasánidas con sus caballos alados en «ronda sogdiana». Brocado sichuanés, siglos –.

Los inmigrantes persas no eran infrecuentes en Yichow durante las dinastías meridionales y septentrionales (420–589). Su influencia alcanzó su apogeo durante la época de Tang (618–907), Shu anterior (907–925) y Shu posterior (934–965). Entre aquellos en la historia registrada cuyos nombres se conocen en la actualidad, se encuentran los dos partos, An Feihan y su hijo An Fuguo, ambos sirvieron como gobernador de Weichow en el siglo VII; Shi Chuwen de Wanchow, ocupó el puesto oficial de ministro de la guerra de Lichow durante la época del reino de Shu anterior, y gobernador de Chiangchow durante el Shu posterior; y Mu Zhaosi, un médico de renombre de la región de la antigua comandancia de Badong (Yichow oriental), floreció desde el Shu anterior hasta principios de la dinastía Song.
Un tal Su Yin de la prefectura de Chia compuso unas canciones festivas de los magos al estilo de la música para la danza de Bayu. Jao Tsung-I especuló que el nombre Su Yin (pronunciación en chino medio: Su Jəm) es una transliteración de Sūrēn en pahlaví, que indica un miembro de la Casa de Suren. La familiaridad de Su Yin con las canciones de los magos es consistente con el origen zoroástrico de los Suren.
Los persas más conocidos fueron quizás los hermanos Li de Tzichow, que florecieron durante la época del reino de Shu anterior. Los dos hermanos, Li Xun y Li Xuan, fueron médicos y farmacólogos destacados. El primero fue el autor de la Farmacopea de ultramar y también poeta. Li Shunxian, su hermana menor, fue pintora, poeta y concubina de Wang Zongyan, emperador de Shu anterior. Li Guotao y Lo Hsiang-lin, respectivamente, han sugerido que el origen religioso de la familia era zoroástrico o cristiano siríaco oriental. Li Guotao creía que la mención del arma de Weshparkar —un dios sogdiano— en uno de los poemas de Li Shunxian es la evidencia de su creencia religiosa. Además, argumentó que el emperador Wang Zongyan se convirtió al zoroastrismo bajo la influencia de los hermanos Li. Lo Hsiang-lin dedujo que Li Xun era cristiano sobre la base de que el cristianismo siríaco oriental dependía particularmente de la medicina para su transmisión en el Asia medieval. Sin embargo, ambas suposiciones carecen de pruebas sólidas y aún deben ser probadas.

## Evidencias del zoroastrismo en Sichuan

### Shu o Sichuan occidental
Según el epitafio del sartpaw zoroástrico An Jia (518–579), su padre An Tujian sirvió como gobernador de la prefectura de Mei en el oeste de Yichow. An Jia ocupó el puesto de comandante en jefe de la dinastía Zhou del Norte (557–581) liderada por los xianbei. Yao Chongxin especuló que el puesto de su padre como gobernador de la prefectura de Mei debería ser durante el reinado de la dinastía Wei Occidental (535–557; también liderada por los xianbei), después de que Wei Occidental tomó posesión de Shu en 553 de la dinastía Liang (502–557). Es posible que el zoroastrismo fuera introducido en la región por An Tujian. De acuerdo con Rong Xinjiang, la prefectura de Mei podría ser una de las colonias sogdianas en Yichow, donde la presencia zoroástrica probablemente duraría hasta bien entrada la dinastía Tang (618–907), pero limitada dentro de las comunidades iranias.
En el poema «Oda a Omei» de Lai Zhide (1525–1604), se mencionan los restos de un «templo extraño del pueblo qiang (羗妖廟)» en el monte Omei, en la región cercana de la prefectura de Mei. En vista del persistente error ortográfico de 祆 (tdl. ‘zoroástrico’) como 妖 (tdl. ‘extraño’) por parte de los chinos, Yao Chongxin creía que este «templo extraño» que Lai Zhide visitó en el siglo XVI era en realidad los restos de un lugar de culto medieval de los zoroástricos. De acuerdo con él, en la época de Lai, los pueblos iranios ya habían desaparecido en Sichuan, y la prefectura de Mei y sus alrededores estaban históricamente habitados por el pueblo qiang, lo que explica la atribución errónea.
El tomo XLV del Libro de Sui se relata que Yang Xiu (años 570–618), el príncipe de Shu y el cuarto hijo del emperador Wen de Sui, fue incriminado por su hermano mayor Yang Guang, el futuro emperador Yang de Sui. El emperador Wen emitió un edicto acusando a Yang Xiu de 10 crímenes, incluida una acusación de realizar magia negra por maldecir a su padre, el emperador, y a su hermano menor Yang Liang. Afirma que durante el ritual, Yang Xiu invocó un «ejército sobrenatural compuesto por novecientos millones de jinetes». Jao Tsung-I fue el primero en revelar el trasfondo zoroástrico detrás de este mensaje. Señaló que «novecientos millones» es un número simbólico popularmente utilizado por los zoroástricos, deduciendo así que durante la dinastía Sui, la presencia de los sartpaws y los sacerdotes zoroástricos no era algo poco común en las prefecturas de Yichow.
Según la entrada «La princesa [de Shu]» de la enciclopedia Investigaciones ampliadas de la sala de la montaña (siglo XVI): «El emperador de Shu engendró una hija y ordenó a la dama Chen que fuera su nodriza. La dama Chen tuvo un hijo que era un niño en ese momento. Vivió con las dos durante unos diez años y tuvo que abandonar el palacio. Seis años después, el hijo de Chen echaba de menos a la princesa y enfermó gravemente. Pero les fue imposible encontrarse en el palacio debido a las etiquetas de la corte. La princesa entonces fijó una cita con él en un templo zoroástrico. El hijo de Chen cayó en un sueño profundo cuando la princesa entró en el templo. Ella le dejó su anillo de jade como regalo y se fue. Se despertó y vio el anillo, y se dio cuenta de que había perdido la oportunidad de quedarse con la princesa. Su profundo dolor se convirtió en fuego y el templo se quemó.» Esta entrada llamó la atención de Kiichirō Kanda en 1928, lo que lo convirtió en el primer erudito en notar la presencia zoroástrica en la Sichuan medieval. La mayoría de los eruditos coinciden en que esto sucedió en la época de Shu anterior (907–925) o Shu posterior (934–965). En el siglo XIV, la historia se convirtió en la base del drama de zaju titulado La quema del templo zoroástrico.
El profesor Li Guotao atribuyó la popularidad del zoroastrismo en el reino de Shu anterior a tres hermanos persas, a saber, los dos hermanos Li Xun, Li Xuan y su hermana menor Li Shunxian. Además, argumentó que el emperador Wang Zongyan se convirtió al zoroastrismo bajo la influencia de los hermanos Li. La suposición de Li Guotao fue rechazada por Yao Chongxin debido a la falta de evidencia sólida para apoyar su teoría. Sin embargo, Yao señaló que la gente de Shu anterior no era ajena al zoroastrismo. Según los Anales de primavera y otoño de los diez reinos: «En agosto [del segundo año de la era de Qiande (920)], el emperador [Wang Zongyan], acompañado por el canciller Wang Kai, llegó a Chengdu para celebrar un desfile militar. El emperador llevaba una armadura dorada, un casco decorado con perlas y sostenía un arco y una flecha. La multitud presente en el evento dijo que parecía idéntico a la deidad zoroástrica de Guankou.» Esta información confirma la popularidad del zoroastrismo entre el pueblo de Shu anterior, y la existencia del templo zoroástrico de Guankou, así como la imagen de culto de una deidad zoroástrica.

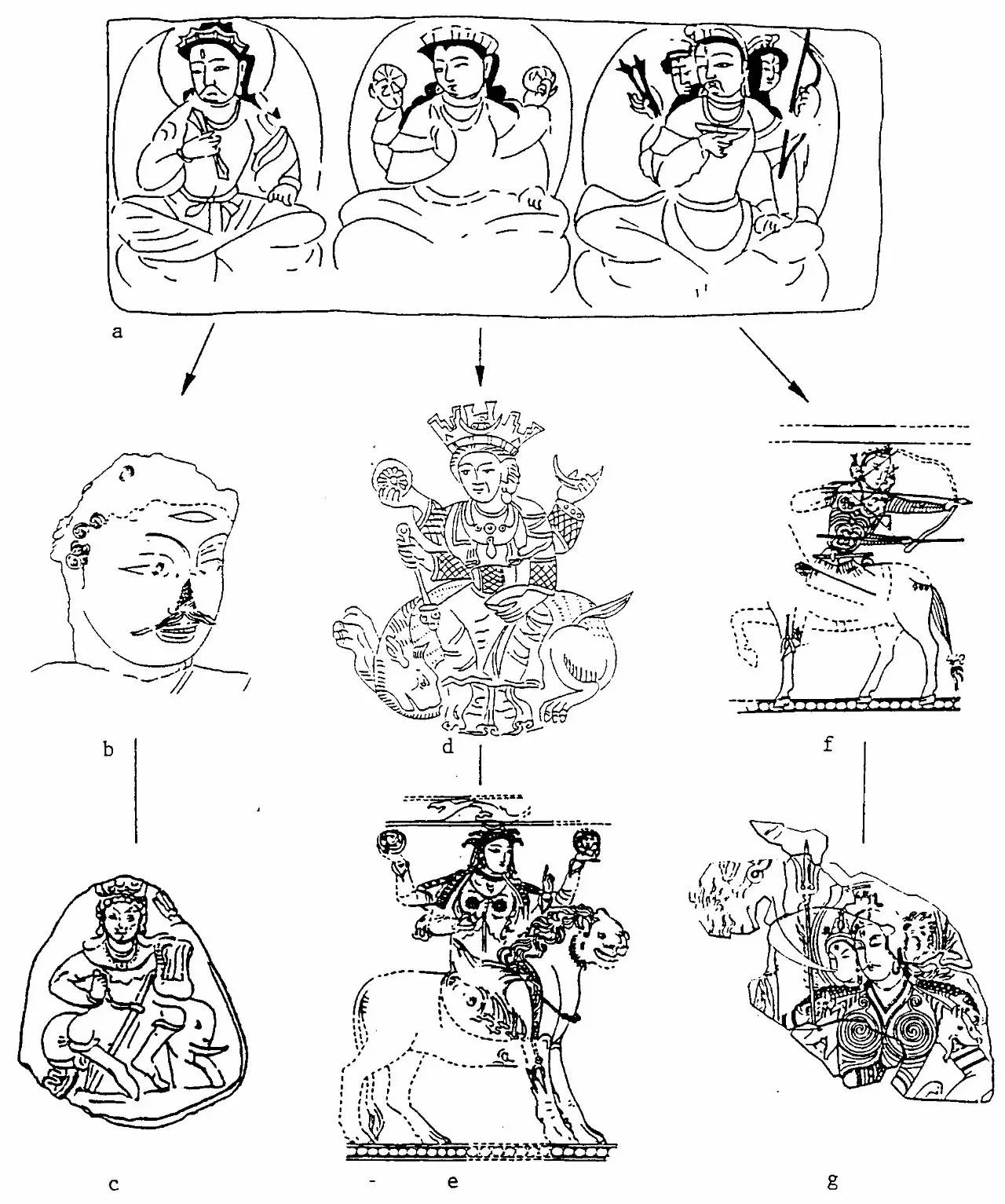
Arriba: tabla jotanesa de Dandan Oilik que representa, de izquierda a derecha, a Ohrmazd, Nana y Weshparkar. En el medio y abajo: representaciones de las tres deidades encontradas en Sogdiana.

Yao Chongxin sostuvo que el templo podría haber sido construido en la dinastía Tang y haber perdurado hasta bien entrada la dinastía Song, ya que la existencia de templos zoroástricos en Sichuan durante la época de Song ha sido confirmada por Jao Tsung-I en su artículo «Investigación de las canciones festivas de los magos». También teorizó sobre el establecimiento de una colonia sogdiana en Guankou. La imagen de la deidad zoroástrica mencionada en los Anales de primavera y otoño de los diez reinos parece ser consistente con la deidad sogdiana Weshparkar. Una tabla jotanesa de Dandan Oilik representa a Weshparkar como una figura con tres cabezas y múltiples brazos, sosteniendo un arco en una mano y flechas en la otra (figura a a la derecha). Un mural fragmentario de Kalai Kahkaha I (ruinas de un palacio del principado de Ushrusana) en el yacimiento arqueológico de Bunjikat muestra a un Weshparkar arquero con armadura y casco (figura f). Su representación en uno de los murales de Penjikent muestra a la deidad con tres cabezas, con armadura y casco, y sosteniendo un tridente (figura g). La deidad tutelar Erlang Shen, también conocida como Erlang de Guankou y el Señor de Sichuan, parece tener un fuerte vínculo con Weshparkar en términos de apariencia y atributos. Sin embargo, el profesor Hou Hui creía que «dado que el culto de Erlang Shen se originó en Sichuan, una región con un trasfondo cultural zoroástrico, y la deidad en cuestión comparte muchas características comunes con Tishtrya, por ejemplo, ambos están asociados con el agua y, el sacrificio del carnero como la parte central de sus cultos. Por lo tanto, se especula que el culto de Erlang Shen puede derivar del culto de Tishtrya».

### Ba o Sichuan oriental
La región de Ba, que lleva el nombre del antiguo estado de Ba, cubre aproximadamente la actual ciudad de Chongqing. La difusión del zoroastrismo en esta región parece estar limitada a la zona de las Tres Gargantas. No obstante, las canciones festivas de los magos fueron particularmente populares en esta región durante la época medieval.
En la obra Los cuentos para noches lluviosas bajo la lámpara de otoño de Xuan Ding (1832–1880) se relata una historia un tanto extraña: «Durante la época de los diez reinos (Shu anterior [907–925] o Shu posterior [934–965] en Sichuan), en Jiangbei había un monje budista que adoptó a una niña nacida de un ciervo, por lo que se la llamó la chica ciervo. La mantuvo en una habitación secreta fuera del alcance del público. Dieciséis años después, el día del baño del Buda, la gente se reunió en el templo para asistir a la celebración. Y todos se quedaron boquiabiertos cuando la chica ciervo salió de repente de su habitación. Unos sinvergüenzas en la multitud abuchearon, preguntando: "¿Por qué un monje mantiene escondida a una chica hermosa? ¿Es ella tu doncella que esparce pétalos? ¿Es ella tu Prakṛti? Por suerte, los dioses y los budas revelaron lo inapropiado de tu estilo de vida, de lo contrario, ¿no se habría extendido aquí el fuego sagrado del templo zoroástrico de Wushan para destruirnos a todos?"» Esta historia estrafalaria insinúa la existencia de un templo zoroástrico en Wushan durante la época de Shu anterior y posterior, y este templo probablemente perduró hasta la dinastía Qing (1644–1911), ya que fue mencionado en un poema de esa época.

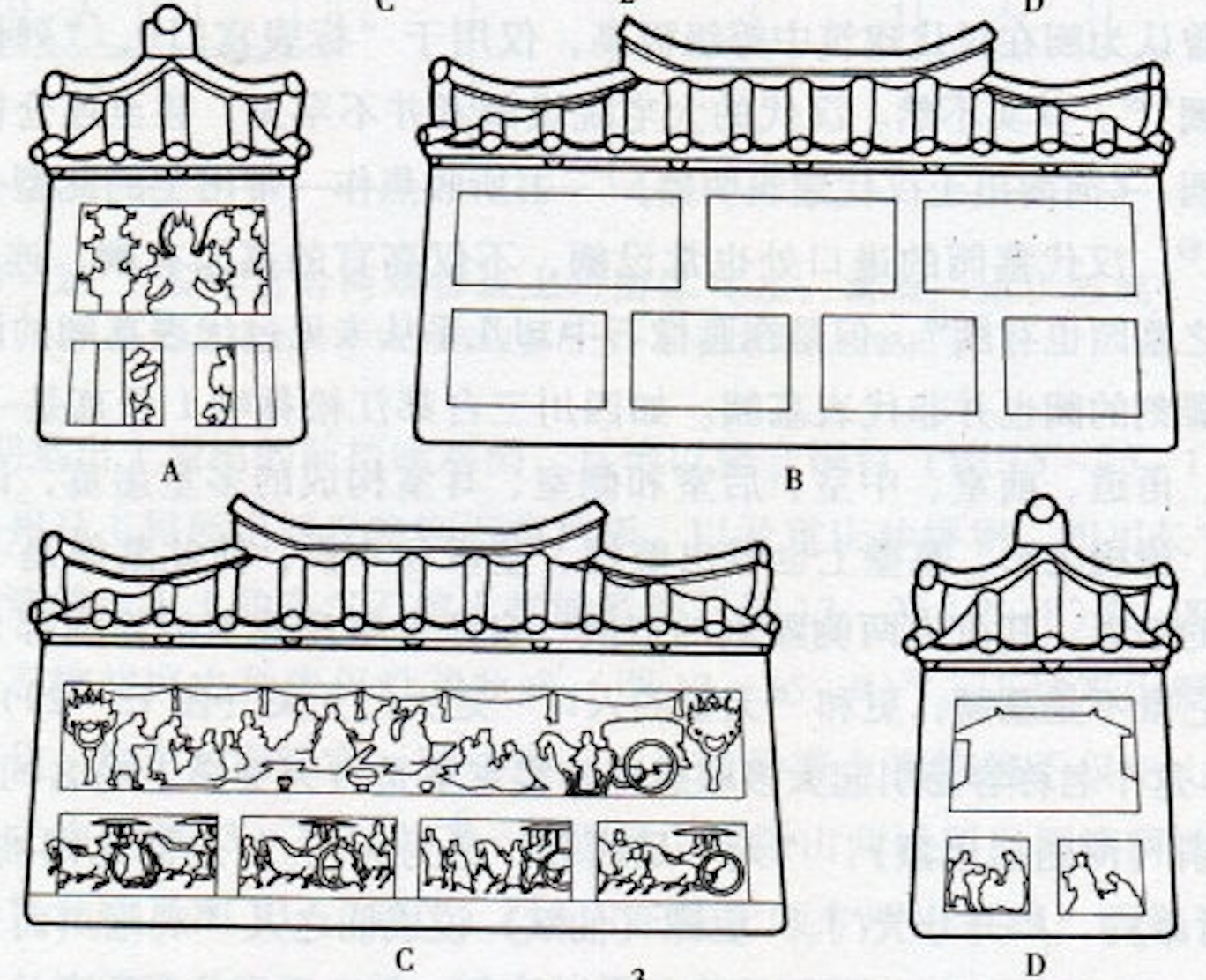
Sarcófago con forma de casa descubierto en Leshan (Sichuan occidental), siglos –. Wu Hung sostuvo que este tipo de ataúd se originó en Sichuan y era el preferido por los sogdianos y los xianbei. Véase, por ejemplo, el sarcófago del sartpaw sogdiano Wirkak, datado al.

En la tumba n.º 8 del cementerio de Laowuchang (Wushan), se ha desenterrado un sarcófago de cerámica con forma de casa que data de la dinastía Song del Norte (960–1127). Este tipo de ataúdes son, por lo general, osarios zoroástricos y se encuentran a menudo en tumbas sogdianas. La pared exterior del sarcófago está decorada con palmetas, un motivo común en el arte funerario zoroástrico.
De acuerdo con el historiador de arte estadounidense Wu Hung, los sarcófagos con forma de casa se originaron en Sichuan durante la dinastía Han (202 a. C. – 220 d. C.), y este tipo de sarcófagos simboliza algún tipo de conexión étnica, ya que no fueron utilizados por los chinos indígenas del centro y el sur de China, sino que fueron preferidos por los sogdianos, los xianbei y otras personas de ascendencia china o no china que habían inmigrado al norte de China desde el occidente.
En la Descripción exhaustiva del imperio de Wang Xiangzhi (1163–1230), se relata que, en el año 843, el edicto emitido por el emperador Wuzong de Tang ordenó el reasentamiento de cincuenta y seis uigures rendidos en esta región fronteriza de Yichow oriental. Basándose en esta información, los arqueólogos especularon que el osario con forma de casa descubierto en Laowuchang probablemente pertenezca a uno de los descendientes de los uigures. Probablemente eran zoroástricos y adoptaron este tipo particular de recipiente funerario para afirmar su identidad única.